# 정호정 (1988년생 축구인)
정호정(鄭好正, 1988년 9월 1일 ~ )은 대한민국의 전 축구 선수였다. 과거 포지션은 풀백였다.

## 클럽 경력
중학교 때까지는 공격수로 뛰었으나 이후 수비수로 전향하였다. 2010년 K리그 드래프트에서 성남 일화 천마에 4순위로 지명되며 프로 무대에 발을 들였다. 2010 시즌엔 경기 출전 기회를 잡지 못하였지만 2011년엔 리그와 리그컵을 포함하여 11경기에 출전하였다.
2012 시즌을 앞두고 군 복무를 위해 상주 상무에 입단하여 두 시즌 간 리그 21경기에 출전하였다.
2014년 광주 FC로 이적하여 주전으로 활약하며 팀의 승격에 공헌하였다. 2015 K리그 클래식 개막전 인천과의 경기에 출전하여 전반 32분 시도한 헤딩슛이 골문을 향했으나 골 라인을 넘기 직전 발을 댄 김대중의 자책골로 처리되어 프로 데뷔골은 무산되었다.